# Exekutive

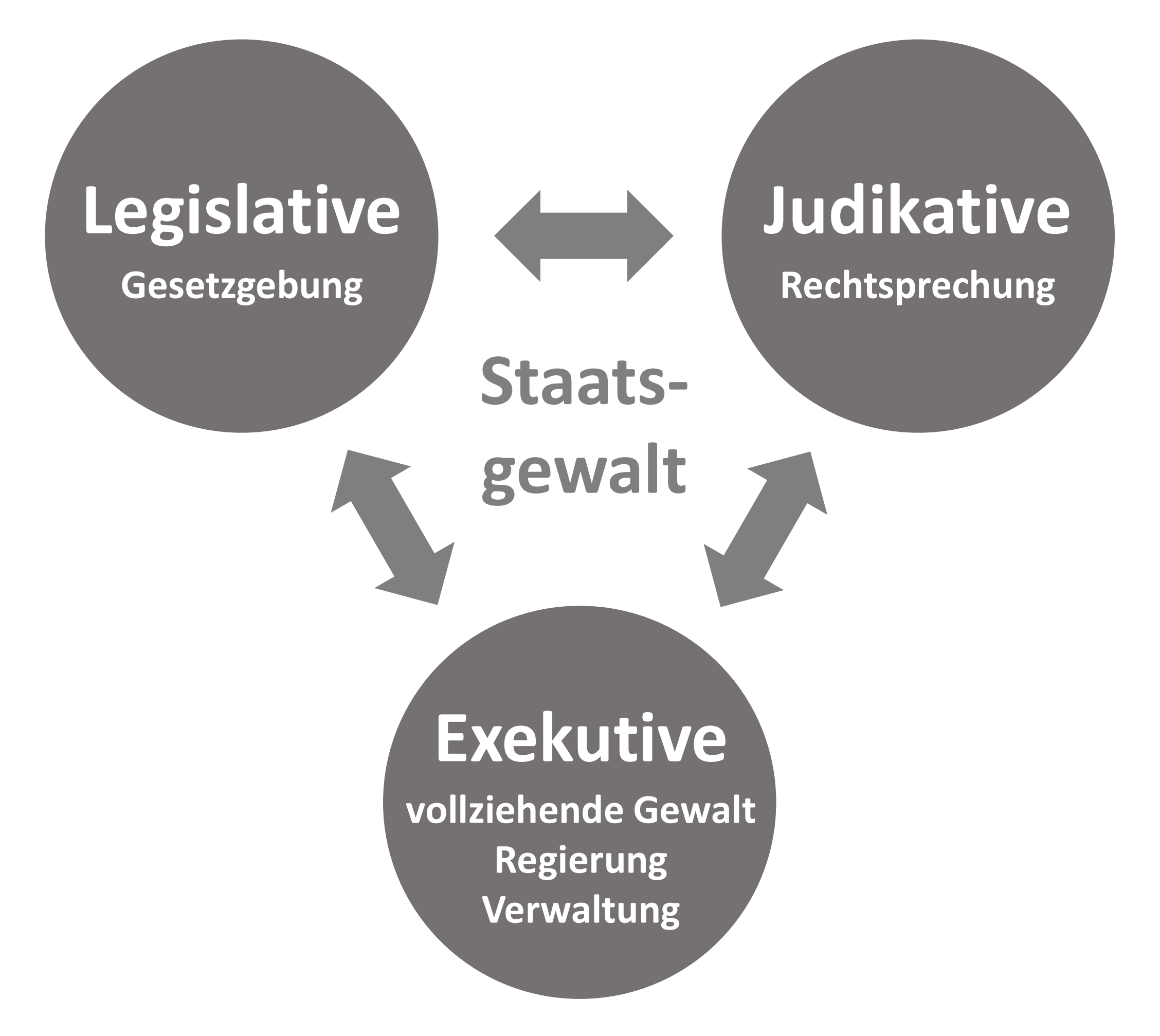
Exekutive in der Gewaltenteilung zur Machtbegrenzung, durch Verteilung der Staatsgewalt auf getrennte Hoheitsbereiche

Die Exekutive (im 18. Jahrhundert entlehnt aus französisch pouvoir exécutif ‚vollziehende Gewalt‘ zu lateinisch exsequi ‚ausführen‘) ist in der Staatstheorie neben Legislative (Gesetzgebung) und Judikative (Rechtsprechung) eine der drei Gewalten.
Sie umfasst die Regierung (Gubernative) und die öffentliche Verwaltung (Administrative), denen in erster Linie die Ausführung der Gesetze anvertraut ist. Auch die Exekutive kann normsetzende Befugnisse wahrnehmen, zum Beispiel mit dem Recht auf Erlass von Rechtsverordnungen. Diese haben nicht den Status von Gesetzen, sondern werden von bestehenden Gesetzen abgeleitet.
Die Exekutive wird oftmals mit dem Präsidenten eines Landes in Verbindung gebracht, siehe z. B. den Abschnitt Vereinigte Staaten. Dagegen hat zum Beispiel in Deutschland und in Österreich der Präsident eine vor allem repräsentative Rolle.

## Deutschland

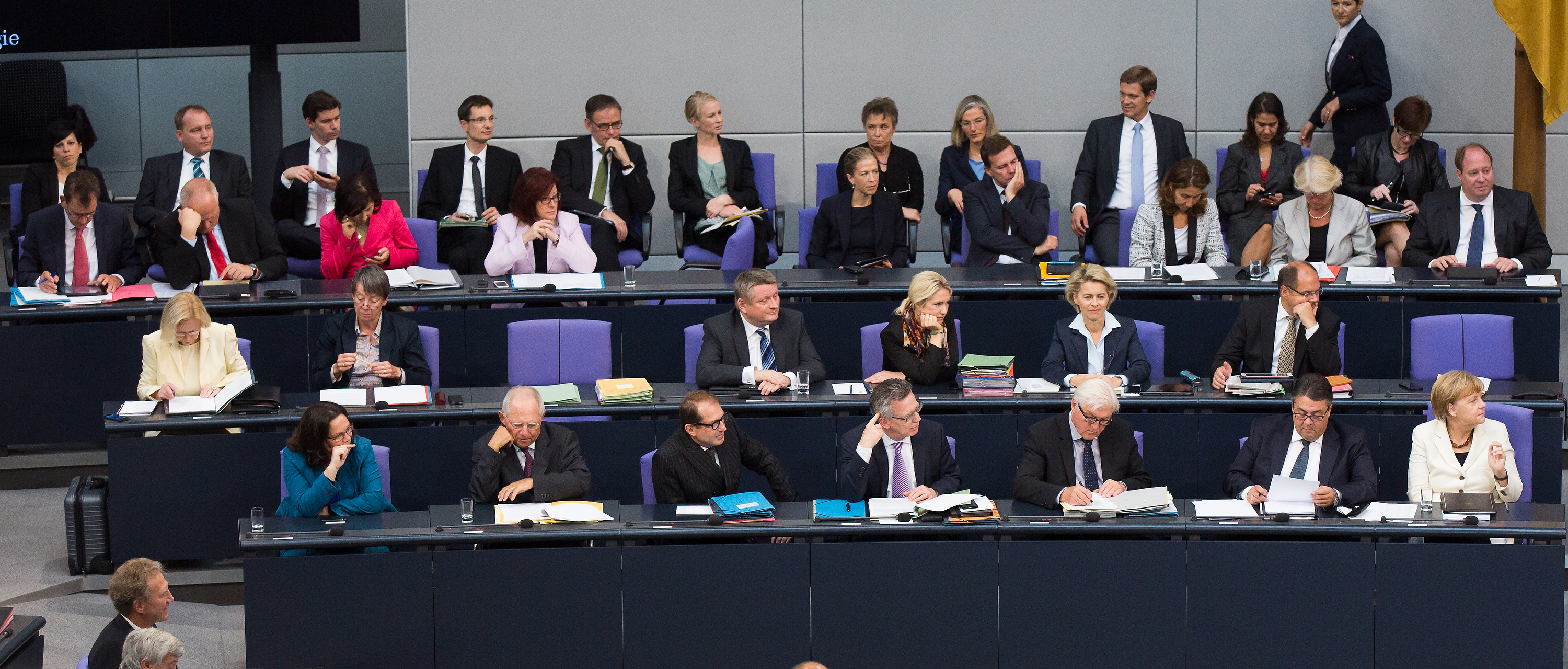
Die Bundesregierung (2014) ist in Deutschland ein Teil der Exekutive auf Bundesebene.

Zur Exekutive gehören in Deutschland die Bundesregierung sowie alle verwaltungstätigen Behörden des Bundes, der Länder und der Kommunen, zum Beispiel Landesverwaltungen und alle nachgeordneten Vollzugsorgane wie Staatsanwaltschaft, Polizei, Justizvollzugsanstalt und Finanzamt. Aber auch die hauptamtlichen Kreisverwaltungen (Landratsamt), Stadtverwaltungen und Gemeindeverwaltungen sowie die ehrenamtlichen Kreistage und Gemeindevertretungen gehören zur vollziehenden Gewalt.
Ein Beispiel für exekutives Handeln durch Verwaltungsbehörden ist die Erteilung eines Bußgeldbescheids wegen Falschparkens.
Hierbei werden Gesetze durch den Staat ausgeführt. Ein exekutives Handeln (Exekutivakt) liegt immer dann vor, wenn eine öffentliche Verwaltungsbehörde einen Beschluss fasst und diesen dem Bürger, zum Beispiel durch einen Brief, mitteilt. Diese Verwaltungsakte betreffen generell das Verhältnis zwischen Bürger und Staat (Subordinationstheorie).
Gegen jeden Verwaltungsakt kann der Bürger Widerspruch erheben und ggf. im Anschluss vor einem Verwaltungsgericht klagen, das im Folgenden den Beschluss gegen den Bürger im Einzelnen auf seine Rechtmäßigkeit prüft.
Die vollziehende Gewalt ist an Gesetz und Recht gebunden (vgl. auch Art. 20 Abs. 3 GG): Rechtsstaatsprinzip.
Die Bundeswehr kann in manchen Hinsichten ebenfalls als der Exekutive zugehörig angesehen werden, wobei diese Sicht aber nicht eindeutig bzw. nicht ausschließlich zutreffend ist: Zwar ist die Bundeswehr direkt der Bundesregierung bzw. genauer dem Bundesministerium der Verteidigung unterstellt, doch handelt es sich bei ihr um eine so genannte „Parlamentsarmee“, über deren Einsatz nicht in allen Fällen ausschließlich die jeweilige Bundesregierung entscheiden kann. Bezüglich bewaffneter Einsätze der Bundeswehr hat der Bundestag in seiner Gesamtheit (insofern die Legislative) über das normale Maß der üblichen Exekutivkontrolle hinausreichende, umfangreiche Mitentscheidungsrechte und Kontrollmöglichkeiten. Hinsichtlich unbewaffneter Einsätze der Bundeswehr im Inland im Rahmen von Art. 35 des Grundgesetzes, etwa zur Katastrophenhilfe wie im Falle der Flutkatastrophe im Jahr 2002, ist die Kategorisierung der Bundeswehr als Bestandteil der Exekutive hingegen zutreffend.

## Österreich
In Österreich ist die Exekutive in politischem Sinn auf Bundesebene die Bundesregierung und der Bundeskanzler. Verfassungsrechtlich ist der Bundespräsident Oberhaupt der Exekutive, da er den Kanzler und die Regierung ernennt. Bei der Ernennung ist er de-jure nicht an den Nationalrat gebunden, weswegen man von einem theoretisch starken Präsidenten spricht (siehe auch semi-präsidentielles Regierungssystem). Er verfügt außerdem über etliche Sonderkompetenzen, die seit dem Bestehen des Amtes noch nie ausgeübt wurden. Jedes Bundesland hat eine Exekutive, die Landesregierung.
In Österreich versteht man aber im Besonderen unter „der Exekutive“ die Polizei. Dies lässt sich z. B. daran zeigen, dass der gesetzliche Amtstitel von Polizisten Exekutivbediensteter lautet. Unter dem Begriff Sicherheitsexekutive versteht man die Sicherheitsbehörden und die ihnen unterstellten oder beigegebenen Wachkörper. Für die Sicherheitsbehörden versehen die Organe des öffentlichen Sicherheitsdienstes den Exekutivdienst.
Als Exekutivkörper gelten die beiden Wachkörper Bundespolizei und Justizwache sowie kleine Gemeindewachkörper. Auch das Bundesheer ist ein Exekutivkörper, aber kein Wachkörper.

## Schweiz

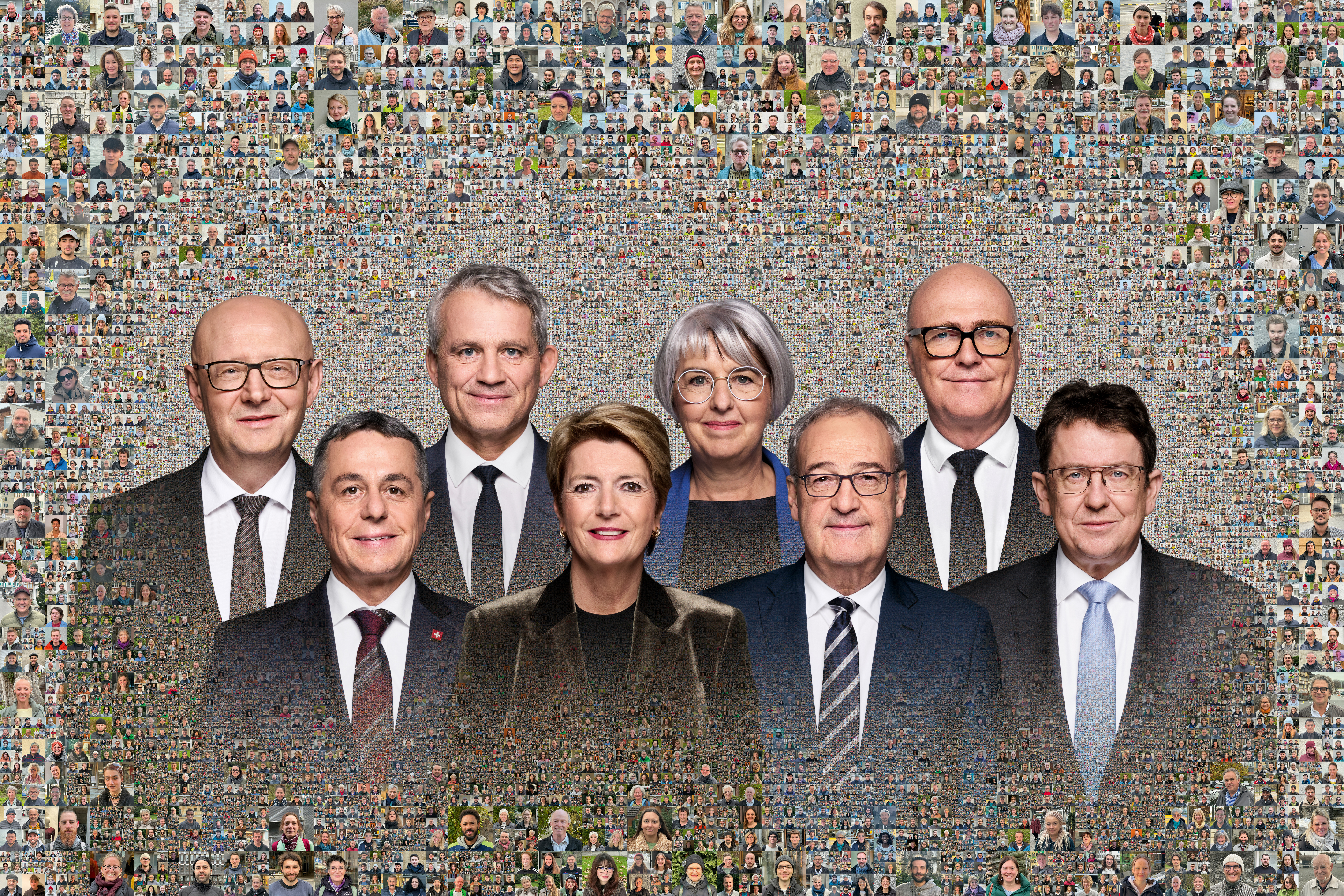
Die Exekutive der Schweiz auf Bundesebene – der Bundesrat (offizielles Foto des Bundesrates 2025)

In der Schweiz ist die Exekutive auf Bundesebene der Bundesrat, bestehend aus sieben Mitgliedern, und die dazugehörige Verwaltung (Departemente und Bundeskanzlei). Auf kantonaler Ebene bildet die Kantonsregierung (in den meisten Kantonen Regierungsrat oder Staatsrat genannt) die ausführende Gewalt. Dieser Rat besteht in der Regel aus fünf bis sieben Mitgliedern. Auf Gemeindeebene bildet, je nach Region, der Gemeinderat bzw. der Stadtrat (oder auch der Kleine Stadtrat) die Exekutive. Die Exekutive wird durch einen „schwachen Chef“ regiert, d. h. der Stadt- oder Gemeindepräsident hat nicht mehr Rechte als die anderen Mitglieder der Exekutive.

## Europa
Innerhalb der Europäischen Union nimmt die Europäische Kommission Aufgaben der Exekutive wahr. Andere europäische Organisationen, wie ESA oder EUMETSAT, sind ebenfalls Exekutivorgane, die durch die Mitgliedsstaaten kontrolliert werden.

## Vereinigte Staaten
In den Vereinigten Staaten ist auf föderaler Ebene das Amt des Präsidenten der Vereinigten Staaten das Oberhaupt der Exekutive. Festgelegt ist dies durch den Artikel 2 der amerikanischen Verfassung. Darin wird die Macht des Amtes, die Qualifikationen für das passive Wahlrecht und die Art und Weise der Präsidentenwahl beschrieben. Der Präsident hat kein formelles Initiativrecht im Gesetzgebungsverfahren des Kongresses der Vereinigten Staaten.